# Måns Karlsson (Eka)
Måns Karlsson (Eka), var riksråd och häradshövding.
Han nämns tidigast 1 juli 1471, som riksråd 1476–1484 och var 1482 hövitsman på Stäkeholm samt 1484 häradshövding i Vaksala härad i Uppland, där hans närmaste företrädare var fadern. Hans sätesgård var Eka i Lillkyrka socken. Han levde ännu 1484 men var död i oktober 1487, då hans hustru gifte om sig.  
Måns Karlsson var son till Karl Magnusson (Eka) och Birgitta Arentsdotter Pinnow. Han var från 15 januari 1475 gift med Sigrid Eskilsdotter Banér och genom sin dotter Cecilia Månsdotter (Ekaätten) morfar till Gustav Vasa.
Barn:
1. Cecilia Månsdotter (Eka).
2. Trotte Månsson (Eka).